# تامیانوو
تامیانوو (انگلیسی: Tamyanovo) یک شهرک در شهرستان چکماگوشفسکی استان باشقیرستان کشور روسیه است.